# Thrixspermum tylophorum
Thrixspermum tylophorum är en orkidéart som beskrevs av Rudolf Schlechter. Thrixspermum tylophorum ingår i släktet Thrixspermum och familjen orkidéer.
Artens utbredningsområde är Sulawesi. Inga underarter finns listade i Catalogue of Life.